# Gerd Bonk
Gerd Bonk (Limbach, 26 agosto 1951 – Greiz, 20 ottobre 2014) è stato un sollevatore tedesco orientale medagliato olimpico e mondiale che ha gareggiato nella categoria dei pesi supermassimi (oltre 110 kg).

## Biografia
Quando era ragazzo Gerd Bonk si dedicò all'atletica leggera, stabilendo nel 1967 un record nazionale giovanile nel getto del peso, ma allenandosi anche nel sollevamento pesi per acquisire maggiore forza.
Successivamente decise di dedicarsi esclusivamente al sollevamento pesi e nel 1971 vinse il suo primo titolo nazionale.
Nel 1972 vinse la sua prima medaglia internazionale, ottenendo la medaglia di bronzo ai Campionati europei di Costanza con 565 kg nel totale di tre prove.
Nello stesso anno partecipò alle Olimpiadi di Monaco di Baviera 1972, vincendo anche qui la medaglia di bronzo con 572,5 kg nel totale, alle spalle del sovietico Vasilij Alekseev (640 kg) e del tedesco occidentale Rudolf Mang (610 kg). Questa competizione olimpica era valida anche come Campionato mondiale. 
Nel 1974 Bonk vinse la medaglia d'argento ai Campionati europei di Verona con 402,5 kg nel totale di due prove, essendo stata nel frattempo abolita la prova di distensione lenta.
L'anno seguente fu medaglia d'argento ai Campionati mondiali ed europei di Mosca con 422,5 kg nel totale, dietro a Alekseev (427,5 kg) e davanti al bulgaro Hristo Plačkov (420 kg).
Nel 1976 vinse la medaglia d'oro ai Campionati europei di Berlino Est con 432,5 kg nel totale e qualche mese dopo prese parte alle Olimpiadi di Montréal 1976, aggiudicandosi la medaglia d'argento con 405 kg nel totale, ancora dietro a Alekseev (440 kg) e davanti al connazionale Helmut Losch (387,5 kg). Anche in questa edizione la competizione olimpica era valida anche come Campionato mondiale.
Due anni dopo Bonk ottenne la medaglia di bronzo ai Campionati europei di Havířov con 402,5 kg nel totale e, alcuni mesi dopo, vinse un'altra medaglia di bronzo ai Campionati mondiali di Gettysburg con 410 kg nel totale.
Nel 1979 vinse la sua seconda medaglia d'oro ai Campionati europei di Varna con 427,5 kg nel totale, battendo il connazionale Jürgen Heuser (422,5 kg) ed il cecoslovacco Rudolf Strejček (390 kg) e, nel mese di novembre dello stesso anno, ottenne la medaglia di bronzo ai Campionati mondiali di Salonicco con 412,5 kg nel totale.
L'anno successivo Bonk vinse la medaglia di bronzo ai Campionati europei di Belgrado con 407,5 kg nel totale, ma non fu convocato alle Olimpiadi di Mosca 1980 per decisione interna al Comitato olimpico tedesco orientale.
In seguito a questa decisione Bonk decise di ritirarsi dall'attività agonistica, durante la quale stabilì due record del mondo nella prova di slancio.
Dopo la caduta della Germania Est e la conseguente riunificazione della Germania, fu scoperto, a seguito di inchieste specifiche, che Gerd Bonk fu una delle principali vittime del doping di Stato nella ex Germania Est, venendo dichiarato invalido e soffrendo di numerosi problemi di salute, che lo porteranno alla morte nel 2014, dopo aver vissuto negli ultimi anni su una sedia a rotelle.